# رودولف پاریسر
رودولف پاریسر (انگلیسی: Rudolph Pariser؛ زاده ۸ دسامبر ۱۹۲۳) یک شیمی‌دان اهل ایالات متحده آمریکا است.